# John Bowring

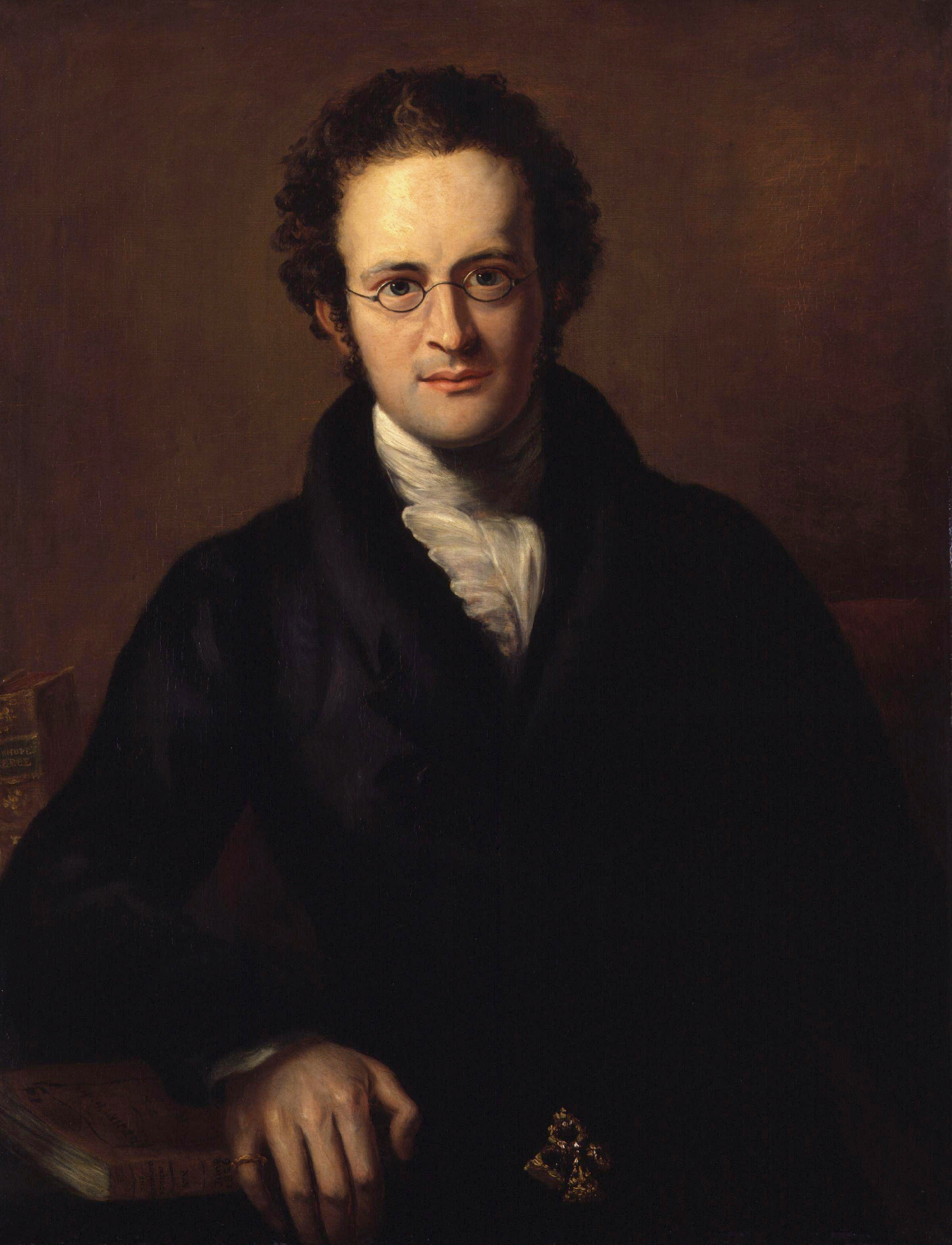
John Bowring (Gemälde von John King aus dem Jahr 1826)

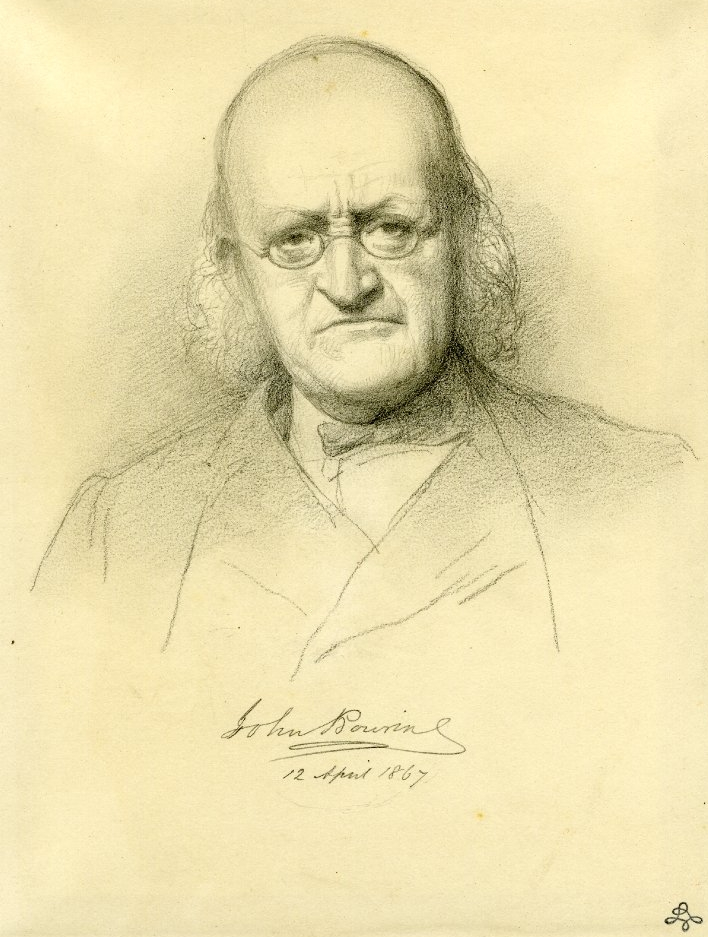
Sir John Bowring, 1867

Sir John Bowring KCB FRS (* 17. Oktober 1792 in Exeter; † 23. November 1872 in Claremont bei Exeter) war ein britischer Staatsmann, Reisender, Schriftsteller und polyglott.

## Leben und Wirken
Bowring wurde als Sohn eines Tuchfabrikanten in Exeter, Devonshire, geboren und war zunächst im Geschäft seines Vaters tätig. Später besuchte er als Handelsreisender den größten Teil des europäischen Kontinents. Durch die Sammlung und gewandte Übersetzung von älteren und neueren Volksliedern aus fast allen Gegenden Europas erwarb er sich einen gewissen Ruf.
Zwischen 1824 und 1830 war er Mitarbeiter und Herausgeber der von Bentham gegründeten Westminster Review. 1832 wurde er ins House of Commons gewählt. Als Mitglied einer zur Prüfung der beiderseitigen Handelsbeziehungen ernannten britisch-französischen Kommission verfasste er 1834/1835 mit Villiers zusammen die gut zusammengestellten und für das Parlament bestimmten Reports on the commercial relations between France and Great-Britain (2 Bde. London, 1835–1836). Neue Berichte an das Parlament entstanden durch amtlich veranlasste Reisen nach Belgien, Italien (insbesondere in die Toskana), nach Ägypten und Syrien sowie durch Deutschland (das Gebiet des Zollvereins) im Jahre 1840. Bei Neuwahlen verlor er zunächst seinen Sitz im Unterhaus, wurde aber 1841 wieder gewählt. Hier führte er einen fünf Jahre langen Kampf gegen die Kornzölle. 
1836 wurde er zum Ehrenmitglied der Bayerischen Akademie der Wissenschaften ernannt.
1845 wurde er Vorsitzender der London and Blackwall Railway, der ersten dampfbetriebenen städtischen Personenbahn der Welt und Vorläufer des gesamten Londoner Schienennetzes.
1849 wurde Bowring Konsul in Kanton und wurde wegen der Festigkeit, mit der er dort die englischen Handelsinteressen vertrat, als Knight Commander des Order of the Bath in den Ritterstand erhoben und zum Gouverneur von Hongkong ernannt. Auch machte man ihn zum Oberaufseher des britischen Handels mit China. 
1855 wurde der John Bowring als Diplomat von Königin Victoria (Vereinigtes Königreich) beauftragt, eine Botschaft im südostasiatischen Königreich Siam zu führen, um ein Handelsabkommen auszuhandeln. In Bangkok schloss er mit König Mongkut den Siamesisch-Britischen Freundschafts- und Handelsvertrag (Treaty of Friendship and Commerce between Her Majesty and the Kings of Siam), welcher zu verstärkten Handelsbeziehungen mit Siam führte. König Mongkut ernannte ihn zum Botschafter Siams in London. Diese Reise beschrieb er in The kingdom and the people of Siam (2 Bde. London 1857). 
Das von Bowring im Oktober 1856 ohne Kriegserklärung verhängte Bombardement von Kanton im Rahmen des Zweiten Opiumkrieges (1856–1860) führte zu seiner Abberufung. Auf der Rückreise nach England besuchte er die Philippinen, die er in dem Buch Visit to the Philippine Islands (London 1860) schilderte, und zog sich schließlich aus dem Staatsdienst zurück. Dennoch erhielt er 1861 den Auftrag, einen Handelsvertrag mit Italien auszuhandeln. Später schloss er als diplomatischer Vertreter der Regierungen von Siam und Hawaii eine Reihe von Verträgen dieser Länder mit Belgien, Holland, Spanien, Schweden, Italien und der Schweiz ab.
John Bowring starb am 23. November 1872 in Claremont bei Exeter.

## Werke
- Specimens of the Russian poets. 2 Bde. London (1821–1823)
- Ancient poetry and romances of Spain. London (1824)
- Batavian anthology. London (1824)
- Specimens of the Polish poets. London (1827)
- Servian popular poetry. London (1827)
- Esthonian anthology. London (1832)
- Poetry of the Magyars. London (1830)
- The kingdom and the people of Siam. 2 Bde. London (1857)
- Visit to the Philippine Islands. London (1860)

### Deutschsprachige Übersetzungen
- Bericht an das englische Parlament über den Handel, die Fabriken und Gewerbe der Schweiz. Nach d. offiziellen Ausg. a. d. Engl. übers. Orell, Zürich 1837 (Digitalisat)
- Bericht über den deutschen Zoll-Verband an Lord Viscount Palmerston., Besser., Berlin 1840, Übersetzer: Friedrich Georg Buek